# Алкорн (округ, Міссісіпі)
Шаблон:StateAbbr_ 34°53′ пн. ш. 88°35′ зх. д. / 34.88° пн. ш. 88.58° зх. д.
Округ Алкорн (англ. Alcorn County) — округ (графство) у штаті Міссісіпі, США. Ідентифікатор округу 28003.

## Історія
Округ утворений 1870 року.

## Демографія
За даними перепису
2000 року
загальне населення округу становило 34558 осіб, зокрема міського населення було 11777, а сільського — 22781.
Серед мешканців округу чоловіків було 16731, а жінок — 17827. В окрузі було 14224 домогосподарства, 9921 родин, які мешкали в 15818 будинках.
Середній розмір родини становив 2,91.
Віковий розподіл населення поданий у таблиці:
| Стать    | До 15 років | 15-21 | 22-29 | 30-39 | 40-49 | 50-65 | 65-85 | Понад 85 |
| -------- | ----------- | ----- | ----- | ----- | ----- | ----- | ----- | -------- |
| Чоловіки | 3548        | 1658  | 1824  | 2400  | 2355  | 2969  | 1804  | 173      |
| Жінки    | 3300        | 1573  | 1769  | 2399  | 2498  | 3144  | 2662  | 482      |

## Суміжні округи
- МакНері, Теннессі — північ
- Гардін, Теннессі — північний схід
- Тішомінґо — схід
- Прентісс — південь
- Тіппа — захід
- Гардеман, Теннессі — північний захід

## Виноски
1. ↑  U.S. Decennial Census. United States Census Bureau. Архів оригіналу за 26 квітня 2015. Процитовано 2 листопада 2014.
2. ↑  Historical Census Browser. University of Virginia Library. Архів оригіналу за 11 серпня 2012. Процитовано 2 листопада 2014.
3. ↑  Population of Counties by Decennial Census: 1900 to 1990. United States Census Bureau. Архів оригіналу за 28 грудня 2014. Процитовано 2 листопада 2014.
4. ↑  Census 2000 PHC-T-4. Ranking Tables for Counties: 1990 and 2000 (PDF). United States Census Bureau. Архів оригіналу (PDF) за 18 грудня 2014. Процитовано 2 листопада 2014.
5. ↑  State & County QuickFacts. United States Census Bureau. Архів оригіналу за 7 червня 2011. Процитовано 2 вересня 2013. [Архівовано 2011-06-07 у Wayback Machine.](англ.) Наведено за англійською вікіпедією.
6. ↑  American FactFinder. Бюро перепису населення США. Архів оригіналу за 26 лютого 2012. Процитовано 31 січня 2008. [Архівовано 2008-05-21 у Wayback Machine.]

| США | Це незавершена стаття з географії США. Ви можете допомогти проєкту, виправивши або дописавши її. |